# Moeder-van-de-Verlosserkerk
De Moeder-van-de-Verlosserkerk is een Rooms-Katholieke parochiekerk aan de Professor Eijkmanlaan, op de hoek met de Floris van Adrichemlaan, in de Haarlemse wijk Boerhaavewijk. De kerk is gewijd aan de Mariaverschijning in het Belgische Banneux. De enige andere Nederlandse kerk gewijd aan deze gebeurtenis is de  Onze-Lieve-Vrouw Maagd der Armenkerk in Hoensbroek.

## Geschiedenis
De parochie Schalkwijk ontstond in 1962 door delen van de parochies Spaarnekerk, Johannes de Doper en Vijfhuizen af te splitsen. Het gebied kwam zelf pas op 1 oktober 1963 bij de gemeente Haarlem.
Begin 2018 besloot de parochie om de Verlosserkerk te gaan verkopen, waardoor ook sloop voor het gebouw dreigde.
In juni 2018 verzochten het Cuypers Genootschap, Erfgoedvereniging Heemschut en de Historische Vereniging Haerlem de gemeente Haarlem om de Moeder van de Verlosserkerk aan te gaan wijzen als gemeentelijk monument. Op 26 februari 2019 besloot het college van Burgemeester en Wethouders om het kerkelijke complex aan te gaan wijzen. Hierdoor zal ook de kans op sloop komen te vervallen. Nadat de parochie bezwaar heeft gemaakt tegen het aanwijzen van het gebouw als monument, heeft de bezwaarcommissie van de gemeente Haarlem het bezwaar ongegrond verklaard, hiermee is het gebouw definitief aangewezen als gemeentelijk monument.

## Exterieur
Het complex bestaat uit de kerk, een parochiecentrum en een losstaande, vierkante, toren. Alle bouwwerken zijn opgetrokken uit dezelfde kleur baksteen. Het kerkgebouw heeft een rechthoekige plattegrond. De entree van de kerk bevindt zich in een bijna blinde en lange muur, aan het plein. Het dank van de kerk loopt van de voorgevel aan het plein als een lessenaarsdak naar de achtergevel. Uit het dak steken de daken van de drie altaarnissen. De nokken hiervan lopen juist in tegengestelde richting af. Aan weerszijden van de nissen zijn 3,75 meter hoge ramen van de hand van Egbert Dekkers geplaatst.
Het parochiecentrum en de kerk omgrenzen samen met een lage muur een kerkhof, of kerkplein.
De kerktoren staat rechts van de middenas van de kerk, bijna op de hoek van het plein. De toren is opgetrokken uit dezelfde baksteen als de kerk en het parochiecentrum. De toren is bovenaan opengewerkt met vierkante galmgaten. In de toren hangen de klokken Petrus, Johannes en Maria boven elkaar. De drie klokken zijn gegoten bij Eijsbouts in Asten.
Links van de kerk, aan de zuidzijde van het plein, staat het parochiecentrum. Voor het centrum staat het kunstwerk de Mystieke Roos, van Cornelis Leonardus Borst. Het plein wordt van de straat gescheiden door een laag, bakstenen, muurtje.

## Interieur
Het altaar, niet origineel, bevindt zich tegenover de ingang. Het nieuwe altaar is iets meer de kerkzaal in geplaatst, waardoor het niet langer op de originele plaats staat. Ook de stenen lessenaar en het doopvont zijn verplaatst. De lessenaar stond van origine in de linker nis en is naar de rechter verplaatst, de nis waar van oorsprong het doopvont stond. De kerkzaal is hierdoor een brede zaal.
De altaarnissen zijn aan de binnenzijde geheel wit bepleisterd, de kerkzaal zelf is voorzien van schoon metselwerk.

### Orgel
Het orgel is in 1902 gebouwd door Maarschalkerweerd & Zoon voor de Sint-Josephkerk in Breda. Het werd gebouwd met 10 stemmen, verdeeld over twee klavieren en een pedaal. Op het pedaal zat ook een bourdon 16 voet. De kerk sloot zijn deuren in 1976, waarna het orgel werd overgeplaatst naar de kerk in Haarlem. Na plaatsing in de Moeder-van-de-Verlosserkerk werd het orgel met twee stemmen uitgebreid. Bij plaatsing werd het orgel vermoedelijk ook omgebouwd van pneumatisch, naar elektrisch.

### Ramen
De ramen zijn ontworpen door J.G. de Groot en de priester-kunstenaar Egbert Dekkers. De heren lieten zich inspireren door de Mariaverschijningen in Banneux. De Groot maakte de rol van het glas in lood, ook in de nissen en bij het altaar, groot. Het altaar is aan de westzijde van de kerkzaal geplaatst en de grote raampartij juist aan de oostzijde, waardoor in de ochtend de kerkzaal in veelkleurig licht baadt. De grote raampartij, van 26 meter lang en 6 meter hoog, bevindt zich aan het zijde van het plein en is boven de entreepartij geplaatst. Deze glaspartij is vrij diep naar achteren geplaatst. Het raam is grotendeels in blauw uitgevoerd.
De ramen naast de altaarnissen tonen de Genadestroom met rechts de levensboom. Het grote raam verbeeld de Schepping uit chaos met rechts de Heilige Geest boven water. Op het water ligt een schip met een kruis, dat symboliseert de Kerk.